# Mobula yarae
Mobula yarae ist eine Rochenart aus der Familie der Teufelsrochen (Mobulidae). Sie gehört innerhalb der Gattung Mobula zur Gruppe der Mantarochen, die sich durch ihre Großwüchsigkeit von den anderen Arten der Gattung unterscheiden. Bisher ist die Art aus dem tropischen und subtropischen westlichen Atlantik zwischen der Ostküste der Vereinigten Staaten und Brasilien, den Nebenmeeren Karibik und Golf von Mexiko sowie bei den Sankt-Peter-und-Sankt-Pauls-Felsen nachgewiesen worden, möglicherweise kommt sie aber auch im tropischen und subtropischen östlichen Atlantik vor. Mobula yarae wurde erst Mitte 2025 als eigenständige Art beschrieben und nach Yara, einer Sirene aus der Mythologie der Tupis und Guaraní benannt.

## Merkmale
Die für die Erstbeschreibung untersuchten Typusexemplare sind ca. 2,5 Meter breit. Man geht jedoch davon aus, dass Mobula yarae wie die anderen zwei Mantarochen (M. alfredi und M. birostris) 5 bis 6 Meter breit werden kann. Die Körperscheibe ist etwa 2,2 mal breiter als lang. Wie bei den zwei anderen Arten ist das Maul endständig und nur der Unterkiefer ist bezahnt. Dort sind 1680 bis 2500 kleine Zähnchen in 9 bis 13 Querreihen (vs. 12–16 Reihen bei M. birostris und 6–8 Reihen bei M. alfredi) angeordnet. Die Spritzlöcher befinden sich schräg oberhalb der Augen unmittelbar vor dem Brustflossenansatz. Die den Rücken und der Bauchseite bedeckenden Hautzähnchen sind sternförmig und auf erhöhten längs ausgerichtete Graten angeordnet. Bei M. birostris sind die Hautzähnchen dagegen kreuzförmig und zufällig angeordnet; bei M. alfredi sind die Hautzähnchen ebenfalls sternförmig, aber die Spitzen sind gegabelt. Hinter der Rückenflosse, die bei Teufelsrochen im hinteren Bereich der Körperscheibe kurz vor der Schwanzbasis liegt, befindet sich eine ellipsenförmige Kalkmasse. Diese ist bei M. birostris eher stabförmig. Die Kalkmasse ist der Überrest des Schwanzstachels der Stechrochenartigen, der sich bei den Teufelsrochen zurückgebildet hat. Wie bei den anderen Mantarochen ist der Rücken überwiegend schwarz und die Unterseite ist überwiegend hell, kann aber auch große dunkle Bereiche aufweisen. Auf der Rückenseite befinden sich hinter den Augen zwei weißliche „Schulterflecken“, die durch einen schwärzlichen Balken voneinander getrennt sind. Letzterer ist bei Mobula yarae V-förmig, bei M. birostris dagegen T-förmig. Der im hinteren Rückenbereich liegende V-förmige weißliche Fleck ist größer als bei den zwei anderen Mantarochen. Die Kopflappen sind weiß. In seinem Verbreitungsgebiet kann Mobula yarae nur mit Mobula birostris verwechselt werden, da Mobula alfredi nur im Indopazifik vorkommt.